# George de Godzinsky
George de Godzinsky, (Sant Petersburg (Rússia), 5 de juliol, 1914 - Hèlsinki (Finlàndia), 23 de maig, 1994), va ser un compositor, director d'orquestra i pianista finlandès-rus. També va compondre música de cinema, operetes i música popular.

## Biografia
Godzinsky era fill de François de Godzinsky i Maria Othmar-Neuscheller. El seu pare era funcionari del Ministeri de Comerç rus i va dirigir una orquestra de jazz a Hèlsinki als anys trenta. Tots dos pares havien estudiat piano a Sant Petersburg amb Alexander Siloti. Durant les conseqüències de la Revolució Russa, la família després de diversos intents fallits, va fugir a través del llac Ladoga a Finlàndia a l'hivern de 1920 i es va establir a Brunnsparken a Hèlsinki. De Godzinsky va practicar el piano a l'orquestra de balalaika del "Russian Scout Corps", a l'orquestra de balalaika de Hèlsinki i a grups de cinema més petits, i el 1930 va ser reclutat com a pianista a la banda de jazz del seu pare. La mare finalment va deixar Finlàndia per convertir-se en concertista de piano a Suïssa.
De 1931 a 1937, Godzinsky va estudiar piano amb Selim Palmgren, Erik Furuhjelm i Bengt Carlson al Conservatori de Hèlsinki. Li va ensenyar història de la música per Leevi Madetoja i teoria musical per Erkki Melartin. A més, va prendre classes de direcció d'orquestra de Georg Schnéevoigt. Essencialment autodidacte com a director, de Godzinsky es va convertir en pianista de l'Òpera Nacional el 1934 i des de 1935 va participar en nombroses produccions d'opereta, òpera i ballet. Entre 1938 i 1952 va dirigir diverses orquestres d'entreteniment, inclòs ser director al Teatre Suec de 1942 a 1952 i al Gran Teatre de Göteborg el 1952. El cantant d'òpera Fiódor Xaliapin va contractar a de Godzinsky com a acompanyant durant la seva gira per l'Extrem Orient entre 1935 i 1936, durant la qual es van donar 57 concerts a Manxúria, Xina i Japó.
Durant la Guerra d'Hivern i la Guerra de Continuació, de Godzinsky va dirigir les gires d'entreteniment de la seu al front, i va ser musicalment responsable de les vetllades de Germans d'Armes de Reino Palmroth a la Sala d'Exposicions de Hèlsinki. Després de la pau, va ser emprat per la indústria cinematogràfica finlandesa com a director d'estudi i compositor de pel·lícules. Entre 1938 i 1962 va compondre o arranjar música per a 56 llargmetratges, i va interpretar quatre ballets dels Els contes de fades d'Andersen per a la televisió. Per consell de Georg Malmstén, de Godzinsky, com a compositor cinematogràfic, es va dedicar àmpliament a l'anomenada dramatúrgia leitmotiv, que no és menys il·lustrada per l'adaptació del vals Kulkurin de J. Alfred Tanner a la pel·lícula "På livets landsväg".
A través de Nils-Eric Fougstedt, de Godzinsky es va convertir en director de l'orquestra d'entreteniment de ràdio el 1953 i va romandre així fins al 1980. Un dels moments més destacats de la seva carrera van ser les actuacions convidades del Ballet de l'Òpera Nacional a Bergen, Varsòvia, París i els EUA entre 1959 i 1965. El 1951 va esdevenir director del quartet masculí "Skepparkvartetten" i va tenir una llarga col·laboració amb les Germanes Harmony, que van popularitzar els seus arranjaments durant les gires pels països de l'Eix durant la Segona Guerra Mundial. En total, de Godzinsky va compondre més de 200 cançons de Schlager, 12 operetes, obres de teatre i musicals, i unes 50 obres orquestrals. També va fer arranjaments per a artistes com Tapio Rautavaara i Olavi Virta.
El 1980 Godzinsky es van retirar. L'any 1981 va rebre el Premi Estatal, va rebre el títol de professor el 1985 i el 1991 va rebre una estatueta Jussi per les seves contribucions al cinema. L'estat de Viena li va concedir una medalla de plata el 1990 per les seves contribucions culturals a Àustria. El 1975 va rebre la medalla Pro Finlandia.